# Borka Taleski
Borka Petrov Taleski (Борка Талески en macedoni) (19 de juliol de 1921, Prílep, actualment a Macedònia del Nord - 2 de març de 1942, Pletvar) va ser un partisà i Heroi del Poble de Iugoslàvia. Va ser l'organitzador de l'aixecament contra l'ocupació de Iugoslàvia durant la Segona Guerra Mundial, que va començar l'11 d'octubre de 1941.

## Primers anys
Borka Taleski va nàixer el 19 de juliol de 1921 a Prílep en el si d'una família d'artesans. Es va matricular en els estudis de secundària a Bítola. Com a estudiant de secundària va publicar articles literaris en la revista Podmladak que es publicava a Kragujevac. Quan tenia 17 anys va redactar tractats filosòfics. Després de graduar-se, es va matricular en la Facultat de Medicina de Belgrad. Va participar en diverses manifestacions i enfrontaments amb la policia. El 1939 va passar a formar part del Partit Comunista de Iugoslàvia i en tornar a Prílep es va unir al moviment revolucionari de la ciutat. El 1940 va participar en les grans manifestacions d'Ilinden, en les quals va ser un dels oradors. Es va posicionar a favor de la independència de Macedònia i immediatament després de la manifestació, va ser detingut i jutjat a Belgrad. Va complir la seua condemna a una presó d'Ada Ciganlija. Després del seu alliberament, va ser enviat al camp d'Emđurečje - Ivanjica.

## Guerra d'alliberament
Quan a l'abril de 1941 va tornar a Prílep, es va convertir en membre del Comitè Local del Partit Comunista. Amb motiu de l'atac d'Alemanya a la Unió Soviètica, el 23 de juny de 1941 es va dur a terme una consulta, on Taleski va presentar un informe amb l'avaluació de la guerra entre Alemanya i la URSS. Al setembre va ser triat membre de taula directiva del Comitè Regional del Partit Comunista de Iugoslàvia a Macedònia.
Taleski s'oposava a la direcció del partit, que era favorable a Bulgària, i no acceptava la interferència del Partit Comunista Búlgar en l'organització del partit de Macedònia. Va ser exclòs de les activitats per enfortir l'organització del partit. Va participar en l'organització d'unitats de partisanos i en un atac a Prílep l'11 d'octubre. Al desembre de 1941 es va oposar a la visió de Metodi Shatorov, sota la influència del Partit Comunista Búlgar. Va expressar la seua opinió en una carta dirigida al Comitè Central del Partit Comunista de Iugoslàvia, després de la qual el conflicte entre les faccions es va intensificar. A principis de 1942 va ser expulsat de la Comissió Provincial per part de les faccions pro-búlgars dominants.

## Mort
El 2 de març de 1942 va ser assassinat en un tiroteig prop de Pletvar, al municipi de Prílep, juntament a Lazo Kolevski, després d'una emboscada de la policia búlgara. D'acord amb el butlletí de la policia del 20 de març de 1942, la traïció va ser comesa pel llavors alcalde de la localitat, Carevic. El 5 de juliol de 1951 l'Assemblea Nacional de la República Federal de Iugoslàvia el va nomenar Heroi del Poble de Iugoslàvia.